# Hymenochaete damicornis
Hymenochaete damicornis är en svampart som först beskrevs av Heinrich Friedrich Link, och fick sitt nu gällande namn av Joseph-Henri Léveillé 1846. Hymenochaete damicornis ingår i släktet Hymenochaete och familjen Hymenochaetaceae.   Inga underarter finns listade i Catalogue of Life.